# Orchestre national de Lorraine
L'Orchestre national de Metz Grand Est (d'abord dénommé Orchestre philharmonique de Lorraine pendant dix ans, ensuite Philharmonie de Lorraine jusqu'en 2002, puis Orchestre national de Lorraine jusqu'en 2018) est un orchestre symphonique français fondé en 1976 et établi à Metz.

## Histoire
Fort de ses soixante-quinze musiciens permanents, il se produit essentiellement dans les départements de la région Lorraine, et principalement à Metz à l'Arsenal et dans la fosse de l'opéra-théâtre. Il n'est pas rare toutefois de voir l'orchestre national de Lorraine se produire au-delà de sa région d'attache, lors de grands festivals français et allemands.
Outre le répertoire classique, l'orchestre national de Lorraine s'attache particulièrement comme tout orchestre de région à valoriser le patrimoine régional : on peut noter notamment ses enregistrements du Stabat Mater et du Requiem de Louis Théodore Gouvy, qui ont été largement salués par la critique musicale française.
Sur la liste des solistes invités par l'orchestre au fil des ans, figurent notamment les noms de José van Dam, Anne Queffélec, Augustin Dumay, Maria Bayo, Cécilia Bartoli, Jean-Jacques Kantorow.
Son directeur musical et chef d'orchestre permanent actuel est David Reiland qui succède à la tête de l'orchestre à Jacques Mercier, Emmanuel Krivine, Jacques Houtmann et Jacques Lacombe.
L'orchestre est financé par la ville de Metz et le conseil régional de Lorraine, ainsi que par le ministère de la Culture et de nombreux mécènes.